# Herrliberg
Herrliberg és un municipi del cantó de Zúric (Suïssa), situat al districte de Meilen.

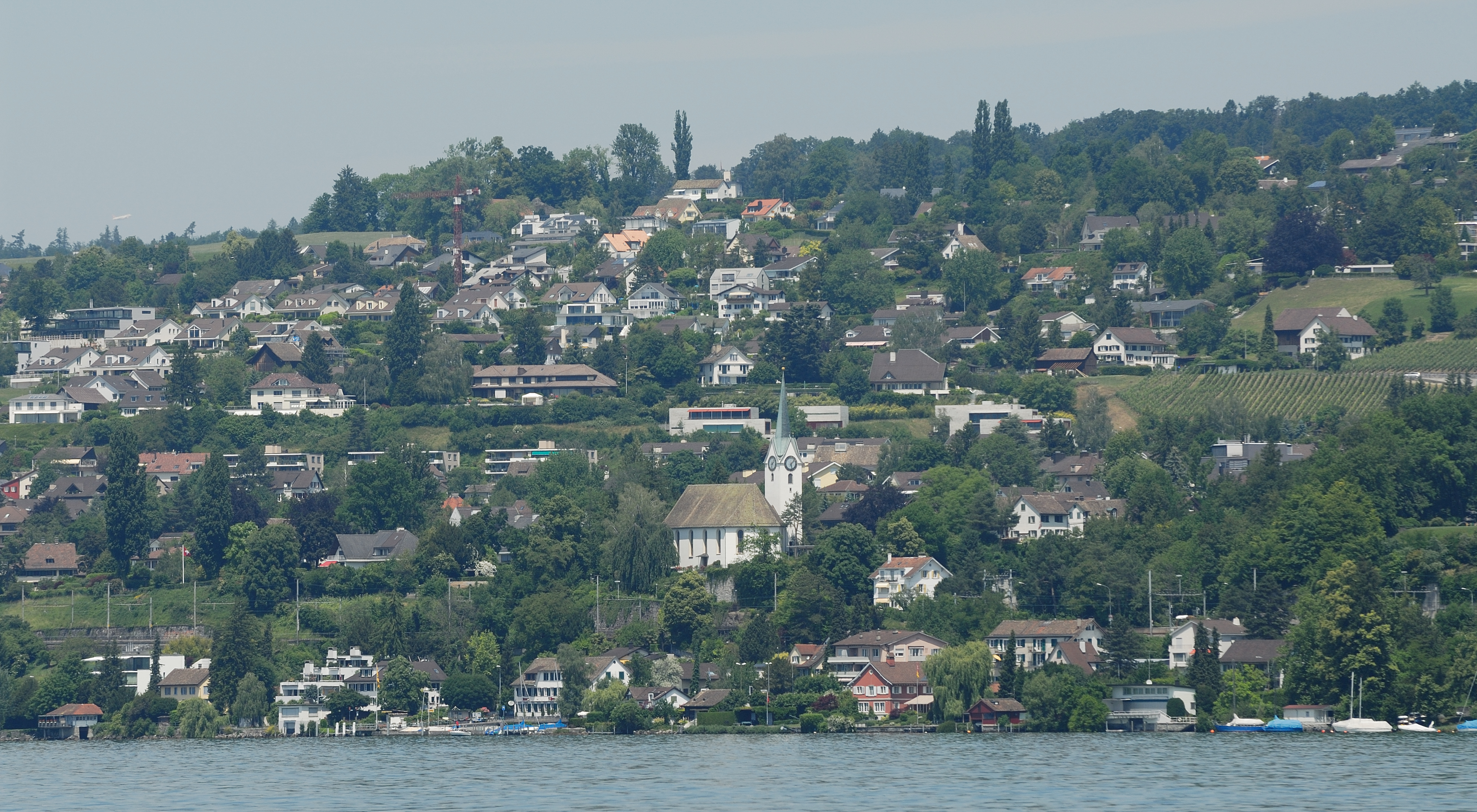
Vista general